# BMT Fourth Avenue Line

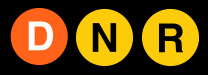
La BMT Fourth Avenue Line est desservie par les lignes D, N et R.

La BMT Fourth Avenue Line est une ligne (au sens de tronçon du réseau) du métro de New York, rattachée au réseau de l'ancienne BMT et qui circule essentiellement sous la Fourth Avenue dans l'arrondissement de Brooklyn. Elle est empruntée par les lignes D, N et R, et reliée à la BMT Broadway Line par le Montague Street Tunnel qui traverse l'East River en direction de Manhattan.